# Home Alone
Ở nhà một mình (tên gốc tiếng Anh: Home Alone) là một bộ phim hài của Mỹ sản xuất vào năm 1990 kể về cậu bé Kevin bị gia đình bỏ rơi khi đi nghỉ Noel chỉ vì mâu thuẫn với mẹ cậu. Trong thời gian này, cậu rất vui vẻ nhưng bị vướng rắc rối với hai tên trộm. Sau đó cậu ra kế hoạch đặt bẫy và cho chúng bài học. Cậu đã trải qua kì Giáng Sinh một mình và gặp lại mẹ vào sáng hôm sau. Cậu vô cùng sung sướng vì gặp lại gia đình.

## Nội dung
Tại Chicago, gia đình McCallister dự định sẽ tận hưởng kỳ nghỉ lễ Giáng sinh ở Paris. Cậu bé Kevin lúc này đã 7 tuổi, là con út trong gia đình. Cậu ấy đã xảy ra ẩu đả với anh trai là Buzz chỉ vì miếng bánh Pizza. Kevin bị mẹ la mắng và bị bắt ngủ một mình trên gác cùng với một đứa em họ, cậu nổi giận và ước gì gia đình mình biến mất. Đêm hôm đó bão thổi mạnh làm nhà của gia đình McCallister bị mất điện.
Sáng hôm sau, gia đình McCallister dậy muộn, họ vội vàng chạy ra sân bay để để chuẩn bị đi Paris. Tuy nhiên họ không biết rằng họ đã vô tình bỏ quên Kevin ở nhà. Kevin thức dậy, thấy chỉ còn một mình trong nhà nên cậu đã vui mừng vì nghĩ rằng gia đình đã biến mất. Cậu tha hồ vui chơi, chạy nhảy khắp nhà. Một mình Kevin trông chừng cho ngôi nhà.
Gia đình McCallister nhớ ra rằng đã bỏ quên Kevin. Bà Kate, mẹ của Kevin, quyết định ở lại sân bay Paris để chờ chuyến bay về Mỹ. Trong khi những người còn lại đến nhà của một người chú ở Paris. Kevin rất sợ ông già hàng xóm tên Marley, người bị đồn là kẻ sát nhân máu lạnh. Cậu cũng biết được rằng có hai tên trộm tên Harry và Marv đang muốn ăn trộm nhà cậu. Nhưng Kevin đã đánh lừa hai tên trộm khiến chúng rút đi.
Harry và Marv phát hiện ra Kevin đang ở nhà một mình, chúng bàn bạc về chuyện sẽ "ghé thăm" nhà cậu thêm một lần nữa. Kevin đứng trên cửa sổ nghe hết cuộc nói chuyện của hai tên trộm. Kevin đi ra nhà thờ, tình cờ gặp ông già Marley và hai người trò chuyện với nhau. Kevin thấy ông Marley rất hiền lành chứ không độc ác như mấy tin đồn. Hai người tâm sự về chuyện gia đình. Lúc này Kevin rất buồn và muốn gia đình quay trở về với mình.
Sau đó Kevin chạy về nhà, đặt bẫy khắp nhà, sẵn sàng chiến đấu với hai tên trộm. Harry và Marv đột nhập vào nhà Kevin, lần lượt bị dính bẫy và bị thương nặng. Hai tên trộm nổi điên lên, chúng bắt được Kevin rồi định hãm hại cậu, nhưng ông Marley đã cứu cậu. Hai tên trộm bị cảnh sát bắt đi ngay sau đó.
Buổi sáng hôm sau, bà Kate về nhà và gặp lại Kevin. Lát sau gia đình McCallister đoàn tụ đầy đủ. Kevin không tiết lộ chuyện mình chạm trán với hai tên trộm. Cậu nhìn ra cửa sổ và nhìn thấy ông Marley cũng đã làm hòa với con trai của ông ấy. Bộ phim kết thúc bằng cảnh Buzz la lên khi thấy Kevin vào phòng của mình: "Kevin, mày đã làm gì ở trong phòng của tao?".

## Các diễn viên trong phim
- Macaulay Culkin vai Kevin McCallister: Là một cậu bé 8 tuổi thường hay gây rắc rối cho gia đình, luôn muốn khẳng định bản thân mình rằng: "Mình không sợ một điều gì vì mình là đàn ông trong nhà". Vào đêm trước ngày gia đình đi nghỉ đông ở Pháp, cậu đã mong cho gia đình mình biến mất để mình ở nhà một mình, nhưng sau đó mới nhận ra rằng đó hoàn toàn là một sự lạnh lẽo. Cậu bé đã dạy cho hai tên trộm (biệt hiệu là Ướt nhẹp) một bài học bằng cách đặt những cái bẫy tuy hơi vụng về nhưng mang lại hiệu quả cao khi chúng có ý định "chôm" sạch đồ của nhà cậu khi mọi người đều đã đi vắng, là người đã "giả giọng" một người hàng xóm để gọi cảnh sát đến bắt hai tên trộm đi, và cậu đã thành công.
- Joe Pesci vai Harry Lyme: Là tên cầm đầu trong nhóm trộm cắp định xông vào nhà Kevin để lấy hết đồ, là tên thông minh nhất trong hai tên.
- Daniel Stern vai Marv Merchants: Là kẻ đồng bọn của Harry, ngu ngốc và tham lam để muốn có được mọi thứ trong nhà, muốn giết Kevin nhưng không thành.
- Roberts Blossom vai Ông già Marley: Một ông già có mái tóc và râu bạc, được cho là kẻ đã sát hại cả gia đình và chôn xác dưới tuyết. Ông vào cửa hàng tạp hóa và đứng trước nhà Kevin và làm cho Kevin sợ hãi, phải vội vã lên giường chùm chăn và chui xuống gầm giường (mặc dù trước đó nói: Tôi không sợ một ai đâu). Nhưng khi gặp ông ở nhà thờ, Kevin đã thấy ông không hề đáng sợ, không phải là người xấu và là người đã cứu Kevin khỏi hai tên trộm khi cậu bị bọn chúng tóm (bằng cách dùng xẻng đập vào đầu bọn chúng).
- Catherine O'Hara vai Kate McCallister: Là mẹ của Kevin, đồng thời là mẹ của bốn đứa con khác.
- John Heard vai Peter McCallister: Là bố của Kevin, đồng thời là bố của bốn đứa con khác.
- Devin Ratray vai Buzz McCallister: Là anh trai thứ nhất của Kevin, người luôn bày trò chọc ghẹo Kevin, làm Kevin luôn gặp rắc rối, có nuôi một con nhện trong bể kính (đoạn cuối phim đã làm lành với Kevin).
- Hillary Wolf vai Megan McCallister: Chị gái thứ nhất của Kevin, đã bảo Kevin là lộn xộn vì hay nhờ mẹ xếp đồ giúp.
- Angela Goethals vai Linnie McCallister: Chị gái thứ hai của Kevin.
- Michael C. Maronna vai Jeff McCallister: Anh trai thứ hai của Kevin, nuôi nhện cùng Buzz.
- Gerry Bamman vai Frank McCallister: Là bác của Kevin, kết hôn với bà Leslie. Ông luôn bực tức vì những trò nghịch ngợm, phá hoại của Kevin và không muốn nhìn mặt Kevin.
- Terrie Snell vai Leslie McCallister: Là dì của Kevin, kết hôn với Frank và đồng thời cũng là mẹ của Fuller.
- Jedidiah Cohen vai Rob McCallister: Chú của Kevin, em trai của Peter và ông Frank.
- Senta Moses vai Tracy McCallister: Một trong những em họ Kevin.
- Daiana Campeanu vai Sondra McCallister: Em họ Kevin.
- Kieran Culkin vai Fuller McCallister: Em họ của Kevin, con trai của ông Frank và bà Leslie, uống nhiều nước nên hay đại tiện làm Kevin không muốn ngủ chung.
- Anna Slotky vai Brooke McCallister: Em họ Kevin.
- John Candy vai Gus Polinski: Một trong những người đã bỏ lỡ chuyến bay của mình, ông và ban nhạc là những người đã giúp Kate trở về Chicago để gặp lại Kevin. Ông đã thừa nhận có lần bỏ quên đứa con trai tại nhà tang lễ. Ông đã giúp Kate được đi chuyến xe tải về Chicago miễn phí.
- Larry Hankin vai Sĩ quan Balzak.
- Kristin Minter vai Heather, chị họ lớn tuổi nhất của Kevin.
- Jeffrey Wiseman vai Mitch Murphy, người hàng xóm tám tuổi của gia đình McCallister, hay bị nhầm lẫn với Kevin khi điểm danh.
- Virginia Smith vai Georgette, dì của Kevin, vợ chú Rob, mẹ của Heather và Steffan.
- Matt Doherty vai Steffan, anh họ của Kevin.
- Ralph Foody vai gangster Johnny, nhân vật trong phim Angels with Filthy Souls.
- Michael Guido vai gangster Snakes, nhân vật trong phim Angels with Filthy Souls.
- Ray Toler vai chú Rob, chú của Kevin, em trai của Peter và chú Frank, đồng thời là cha của Heather và Steffan.
- Billie Bird vai người bán vé ở sân bay, Irene.
- Bill Erwin vai Ed, chồng của Irene.
- Gerry Becker vai Sĩ quan cảnh sát.
- Alan Wilder vai nhân viên Đại lý vé (Scranton).
- Hope Davis vai nhân viên Đại lý vé (Pháp).
- Kenneth Hudson Campbell vai ông già Noel mà Kevin gặp trước khi đối đầu với hai tên trộm.

Thông tin từ Rotten Tomatoes.

## Sản xuất

### Quá trình phát triển
Biên kịch kiêm nhà sản xuất John Hughes đã lên ý tưởng cho Ở nhà một mình khi đang chuẩn bị đi nghỉ. Ông chia sẻ: "Tôi sắp đi nghỉ và lên danh sách mọi thứ tôi không muốn bỏ quên. Tôi nghĩ, 'Tốt, tốt hơn hết là mình không nên bỏ quên các con của mình.' Sau đó, tôi nghĩ, 'Điều gì sẽ xảy ra nếu tôi để đứa con trai 10 tuổi của mình ở nhà? Nó sẽ làm gì?' Hughes sau đó đã viết 8 trang ghi chú và phát triển thành kịch bản. Với giả định rằng nỗi sợ hãi lớn nhất của trẻ em là những tên cướp, Hughes đã khía cạnh đó vào cốt truyện của bộ phim.
Ban đầu, Ở nhà một mình được dự định tài trợ và phân phối bởi Warner Bros. Hughes hứa rằng ông có thể làm bộ phim với kinh phí dưới 10 triệu đô la, ít hơn đáng kể so với hầu hết ngân sách sản xuất phim truyện thời đó. Lo ngại rằng bộ phim có thể vượt quá số tiền đó, Hughes đã có cuộc gặp gặp bí mật với 20th Century Fox trước để xem liệu họ có tài trợ cho dự án hay không - trong trường hợp Warner tỏ ra không linh hoạt. Theo nhà sản xuất điều hành Scott Rosenfelt, một bản sao của kịch bản đã được giao cho Fox một cách "bí mật", vượt qua các hạn chế pháp lý mà lẽ ra, Fox sẽ không thể xem nội dung cho đến khi dự án được hoàn thành. Khi bắt đầu sản xuất, ngân sách đã tăng lên 14,7 triệu đô la. Warner yêu cầu cắt giảm 1,2 triệu USD; các nhà sản xuất đã trả lời bằng một bản ghi nhớ rằng ngân sách không thể bị cắt giảm thêm nữa. Warner quyết định ngừng sản xuất vào ngày hôm sau, nhưng bộ phim nhanh chóng được tiếp tục khi Fox tiếp nhận lời đề nghị của Hughes. Ngân sách cuối cùng đã tăng lên 18 triệu đô la.
Hughes ban đầu chọn Patrick Read Johnson làm đạo diễn, nhưng ông lại đang bận phụ trách Spaced Invaders. Hughes chuyển sang Chris Columbus, người đã rời bỏ dự án National Lampoon's Christmas Vacation trước khi phim khởi quay vì xung đột với nam diễn viên chính Chevy Chase. Hughes đưa Columbus xem kịch bản của cả Home Alone và Reach the Rock; Columbus quyết định chọn đạo diễn Home Alone, vì ông thấy nội dung phim vui nhộn hơn và thích chủ đề Giáng sinh hơn. Columbus đã viết lại kịch bản bằng cách thêm vào nhân vật Ông già Marley - nhằm mục đích khiến mang lại chiều sâu và một cái kết cảm động, giàu ý nghĩa cho bộ phim hơn.

### Chọn diễn viên

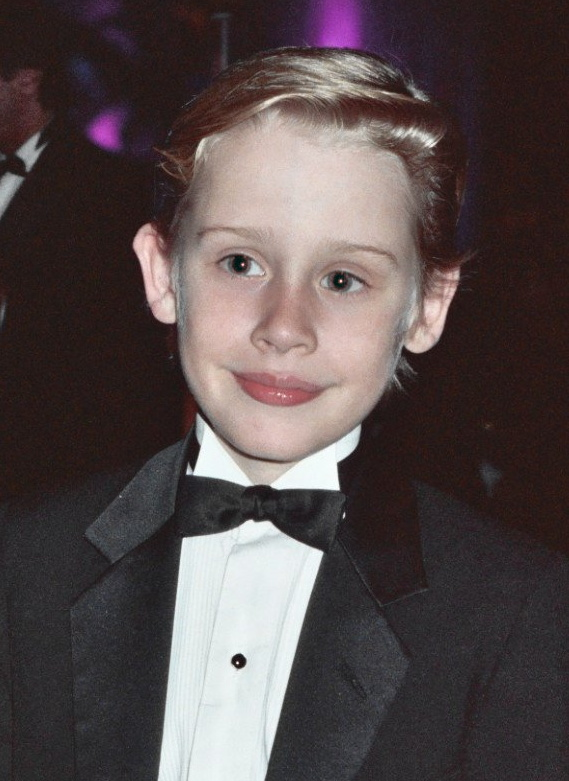
Macaulay Culkin (1991) - nhân vật chính của phim

Hughes đề nghị với Columbus nên chọn Macaulay Culkin vào vai Kevin, xuất phát từ kinh nghiệm của ông khi quay Uncle Buck. Columbus đã gặp gỡ 200 diễn viên khác cho vai diễn này. John Mulaney được yêu cầu thử vai Kevin nhưng cha mẹ anh đã từ chối. Columbus cuối cùng đã gặp Culkin và đồng ý rằng cậu là sự lựa chọn đúng đắn.
Sau khi Robert De Niro và Jon Lovitz từ chối vai Harry, Joe Pesci được chọn đảm nhận vai diễn này. Vai chú Frank được soạn thảo cho Kelsey Grammer, nhưng sau đó được giao cho Gerry Bamman.
Daniel Stern được chọn vào vai Marv, nhưng trước khi bắt đầu quay, anh được thông báo rằng lịch trình sản xuất đã được kéo dài từ 6 lên 8 tuần. Nam diễn viên quyết định bỏ vai diễn - với lý do không được trả thêm hoa hồng. Daniel Roebuck được thuê để thay thế Stern, nhưng sau 2 ngày, Columbus cảm thấy Roebuck thiếu ăn ý với Pesci và đưa Stern trở lại. Roebuck sau đó nói rằng, mặc dù rất buồn khi bị sa thải khỏi công việc sản xuất, nhưng giờ đây, anh tin rằng trải nghiệm này là "không quan trọng". Chris Farley thử vai ông già Noel, nhưng anh không gây được ấn tượng với Columbus.

### Quay phim

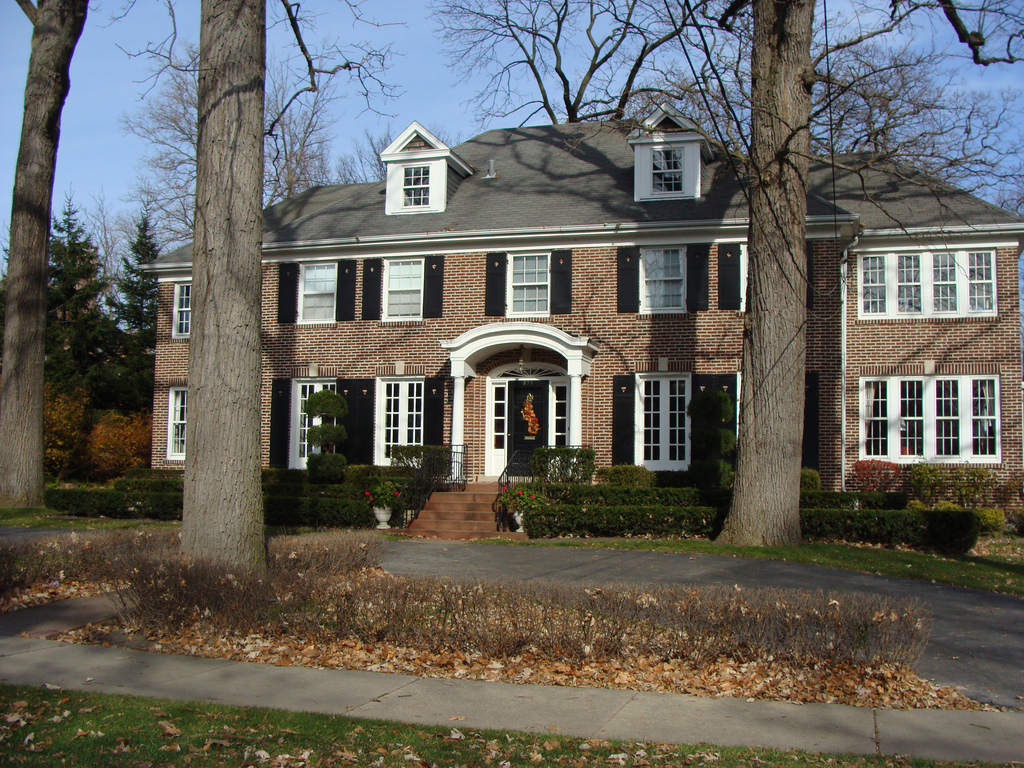
Ngôi nhà ở Winnetka, Illinois được lấy làm bối cảnh chính trong phim Ở nhà một mình

Quá trình quay phim chính thức diễn ra từ ngày 14 tháng 2 năm 1990 đến ngày 8 tháng 5 năm 1990, trong thời gian 83 ngày. Các cảnh quay được thực hiện tại một ngôi nhà ba tầng nằm ở số 671 Đại lộ Lincoln, làng North Shore của Winnetka, Illinois. Nội thất duy nhất của ngôi nhà được sử dụng để quay trong phim là cầu thang chính, tầng hầm, tầng áp mái và phần lớn chiếu nghỉ của tầng một, trong khi tất cả các nội thất khác của ngôi nhà (bao gồm cả các phòng nói trên) đều được sao chép trên một sân khấu âm thanh - mục đích là để có nhiều không gian hơn cho trang thiết bị và đoàn quay phim. Ngôi nhà trên cây ở sân sau được xây dựng riêng cho bộ phim và được tháo dỡ sau khi hoàn tất quay phim. Cảnh Kevin chạy trốn khỏi Marley được quay trong Công viên Hubbard Woods ở Winnetka. Cảnh bên ngoài nhà thờ được quay tại Nhà thờ Giám lý Trinity United ở Wilmette, Illinois, trong khi cảnh bên trong nhà thờ được quay tại Nhà thờ Grace Episcopal ở Oak Park, Illinois.
Đối với bộ phim trong phim, Angels with Filthy Souls (tựa đề mô phỏng theo bộ phim tội phạm năm 1938 Angels with Dirty Faces), quá trình quay phim chỉ mất một ngày, vào "ngày thử nghiệm" cuối cùng trước khi bắt đầu giai đoạn quay chính. Để tạo cảm giác rằng đây là một bộ phim xã hội đen thực sự vào những năm 1940, cảnh phim được quay trên phim âm bản đen trắng - với các đạo cụ của thời đó.
Nhà quay phim Julio Macat kể lại rằng Pesci gặp khó khăn khi diễn xuất với Culkin. Nam diễn viên cho rằng một số đoạn hội thoại không có chất lượng tương xứng với khả năng diễn xuất của anh. Anh cũng bực bội với việc phải dậy sớm diễn xuất, vì điều đó khiến anh không thể chơi gôn khởi đầu ngày mới như thường lệ. Sau khi Pesci phàn nàn về điều này, thời gian quay phim đã được dời lại từ 7 giờ sáng đến 9 giờ sáng. Cuối quá trình quay, đoàn làm phim đã giới hạn thời gian quay nhiều cảnh vào ban đêm, vì Culkin không được phép làm việc muộn hơn 10 giờ tối do quy định về độ tuổi.
Trên phim trường, Pesci và Stern gặp khó khăn trong việc kiềm chế hành vi chửi thề - điều này đặc biệt khó chịu với Pesci. Trên thực tế, câu chửi thề duy nhất được đưa vào phim là "shit", do Daniel Stern vô tình thốt ra khi chiếc giày của anh rơi qua khe cửa.
Theo BuzzFeed, Culkin đã bị chấn thương trong một cảnh quay với Pesci - khi Harry cố gắng cắn đứt ngón tay của Kevin. Vết sẹo đó vẫn lưu lại trên tay Culkin về sau.
Năm 2020, Senta Moses, diễn viên đóng vai Tracy, chia sẻ một trong những cảnh quay khó nhất là cảnh gia đình chạy qua sân bay quốc tế O'Hare để bắt chuyến bay. Mặc dù không kéo dài, nhưng phải mất vài ngày để hoàn thành cảnh quay đó. Cô nói với The Hollywood Reporter: “Biên đạo rất chuyên nghiệp để không ai trong chúng tôi gặp nguy hiểm khi chạy hết tốc lực qua nhà ga của American Airlines”. "Và chúng tôi đã chạy với tốc độ tối đa. Đôi khi chúng tôi va vào nhau, giống như ô tô trên đường cao tốc, và chỉ biết cười phá lên ... Có rất nhiều sự sắp đặt và những pha sém bị tai nạn, nhưng theo tôi được biết, không ai bị thương cả. "

## Âm nhạc
Ban đầu Columbus hy vọng Bruce Broughton sẽ tham gia soạn nhạc cho bộ phim, các poster phim vào thời điểm đó cũng ghi tên ông với vai trò nhà soạn nhạc. Tuy nhiên, Broughton lại đang bận rộn với The Rescuers Down Under, và ông phải hủy tham gia vào phút cuối. Columbus sau đó đã liên lạc với Steven Spielberg, người đã giúp ông liên hệ John Williams để soạn nhạc cho phim. Các ca khúc cổ điển Giáng sinh như "O Holy Night" và "Carol of the Bells" được xuất hiện trong phim, cùng với bài nhạc chính "Somewhere in My Memory". Nhạc phim được Sony Classical Records phát hành trên băng cassette vào ngày 4 tháng 12 năm 1990, và trên CD vào ngày 27 tháng 5 năm 2015.

## Phát hành
Ở nhà một mình được công chiếu tại Chicago vào ngày 10 tháng 11 năm 1990. Phim được phát hành rộng rãi vào ngày 16 tháng 11 năm 1990.
Ở nhà một mình lần đầu tiên được Fox Video phát hành trên VHS và LaserDisc tại Hoa Kỳ vào ngày 22 tháng 8 năm 1991. Phim đã bán được 11 triệu bản, mang lại cho Fox doanh thu là 150 triệu đô la. Cùng với E.T. the Extra-Terrestrial, Ở nhà một mình trở thành video bán chạy nhất mọi thời đại tại thời điểm đó. Do doanh thu bán hàng quá cao, bộ phim không thành công ở thị trường cho thuê.
Bộ phim sau đó được phát hành trên DVD vào ngày 5 tháng 10 năm 1999, trên Blu-ray vào ngày 2 tháng 12 năm 2008, với tựa đề Family Fun Edition, và được phát hành cùng với Home Alone 2: Lost in New York vào ngày 5 tháng 10 năm 2010. Bộ phim được phát hành lại trên DVD và Blu-ray vào ngày 6 tháng 10 năm 2015, cùng với tất cả bốn phần tiếp theo với tựa đề Home Alone: 25 Anniversary Ultimate Collector's Christmas Edition.
Ngày 15 tháng 9 năm 2020, Walt Disney Studios Home Entertainment và 20th Century Studios Home Entertainment đã phát hành Ở nhà một mình trên Ultra HD Blu-ray - đúng dịp kỷ niệm 30 năm thành lập tại Hoa Kỳ.

## Doanh thu
Tuần đầu, bộ phim đã thu về 17 triệu đôla tại 1.202 rạp chiếu phim, trung bình $ 14,211 cho mỗi trang web và chỉ 6% của tổng số cuối cùng một mình. Đây là bộ phim hạng 1 tại phòng vé cho 12 tuần, từ cuối tuần phát hành từ ngày 16 tháng 11 đến ngày 18 tháng 11 năm 1990 thông qua việc cuối tuần của tháng 2. Ngày 1 tháng 3 năm 1991, nó vẫn là một 10 đầu vẽ tại phòng vé cho đến ngày 26 tháng 4 năm đó, mà cũng là ngày cuối cùng của tuần lễ Phục Sinh vừa qua. Nó đã hai lần xuất hiện trong top 10 (31 tháng 5 - 2 tháng 6 và 14 tháng 6 - 16 tháng 6) trước khi cuối cùng đã rơi ra khỏi top 10.
Bộ phim Ở nhà một mình là phim có doanh thu cao thứ ba của mọi thời đại, theo kênh truyền hình HBO. Tổng cộng, doanh thu của bộ phim thu về khoảng 476,684,675 đôla trên toàn thế giới.

## Đón nhận
Trên Rotten Tomatoes, Ở nhà một mình nhận được 66% đánh giá tích cực dựa trên 58 bài đánh giá, với điểm số trung bình là 5,80/10. Trên Metacritic, điểm số đánh giá trung bình của phim là 63/100, dựa trên 9 nhà phê bình. Khảo sát của CinemaScore cho thấy khán giả cho điểm trung bình của phim là "A" trên thang điểm từ A + đến F.
Tại lễ trao giải Youth in Film Awards lần thứ 12, Macaulay Culkin giành giải Nam diễn viên trẻ xuất sắc nhất với vai chính trong phim điện ảnh. Bộ phim được đề cử hai giải Oscar, gồm Bản nhạc gốc hay nhất do John Williams soạn thảo, và Bài hát gốc hay nhất cho "Somewhere in My Memory", nhạc Williams và lời Leslie Bricusse.

### Cáo buộc ăn cắp ý tưởng
Bộ phim Pháp năm 1989 3615 code Père Noël - kể về một cậu bé ở nhà một mình với ông nội đã già yếu và phải chống đỡ một tên trộm hóa trang thành ông già Noel - được chú ý vì cốt truyện tương đồng với Ở nhà một mình. Đạo diễn René Manzor đã đe dọa kiện nhà sản xuất Ở nhà một mình với lý do ăn cắp ý tưởng. 3615 code Père Noël không được phát hành tại Hoa Kỳ trong thời gian chiếu rạp ban đầu của phim vào tháng 1 năm 1990 và không trở nên phổ biến rộng rãi cho đến năm 2018.

## Chuyển thể
Home Alone (ISBN 0-590-55066-7) được Todd Strasser chuyển thể thành tiểu thuyết và được xuất bản bởi Scholastic vào năm 1990 - trùng với thời điểm ra mắt bộ phim. Vào ngày 6 tháng 10 năm 2015, để kỷ niệm 25 năm ra mắt bộ phim, một cuốn sách có minh họa (ISBN 1-594-74858-6) của Kim Smith và Quirk Books đã được phát hành.

## Các phần tiếp theo

### Ở nhà một mình 2: Lạc ở New York
Tiếp theo bản gốc của bộ phim, năm 1992 hãng chính thức phát hành bộ phim Ở nhà một mình 2: Lạc ở New York, các diễn viên và các nhân vật vẫn được giữ nguyên như bản gốc. Ở phần này, Kevin có đi cùng gia đình mình nhưng đã bị lên nhầm chuyến bay do nhầm lẫn với một người đàn ông khác. Ở đây, phim được quay tại khách sạn Plaza với những người quản lý. Lần này, Kevin gặp phải một bà già chuyên nuôi chim bồ câu và tiếp tục gặp gỡ với hai tên trộm lần trước.

### Ở nhà một mình 3
Năm 1997, hãng chính thức phát hành Ở nhà một mình 3, với nhân vật là chú bé Alex sống tại Chicago đã chống lại 4 tên trộm quốc tế ăn trộm một con chip vi tính, với cốt truyện khác hoàn toàn so với bản gốc năm 1990.

### Ở nhà một mình 4: Trở lại nhà
Năm 2002, hãng chính thức phát hành Ở nhà một mình 4. Lần này, tên các nhân vật vẫn giữ nguyên như bản gốc, diễn viên có sự thay đổi nhưng bối cảnh là một ngôi nhà thông minh với hai ông bà già quản gia và cô Natalie (người mà bố Kevin định tái hôn nhưng sau đó lại thay đổi quyết định). Kevin đã chống trả quyết liệt với hai tên trộm có ý định đột nhập vào căn nhà này.

### Ở nhà một mình 5
Năm 2012, hãng phim chính thức phát hành Ở nhà một mình 5.